# Alloepedanus robustus
Genre
Espèce
Alloepedanus robustus, unique représentant du genre Alloepedanus, est une espèce d'opilions laniatores de la famille des Epedanidae.

## Distribution
Cette espèce est endémique de la province de Chiang Mai en Thaïlande. Elle se rencontre sur le Doi Suthep.

## Description
Le mâle holotype mesure 5,5 mm et les femelles de 3,8 à 6,3 mm.

## Publication originale
- Suzuki, 1985 : « A synopsis of the Opiliones of Thailand (Arachnida) II. Palpatores. » Steenstrupia, vol. 11, no 7, p. 209–257.